# Jiquipilas
Jiquipilas là một đô thị thuộc bang Chiapas, México. Năm 2005, dân số của đô thị này là 35831 người.